# ウェッジー

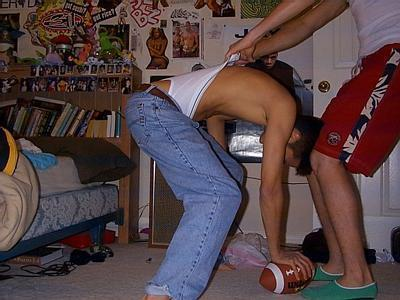
ウェッジーが行われている様子

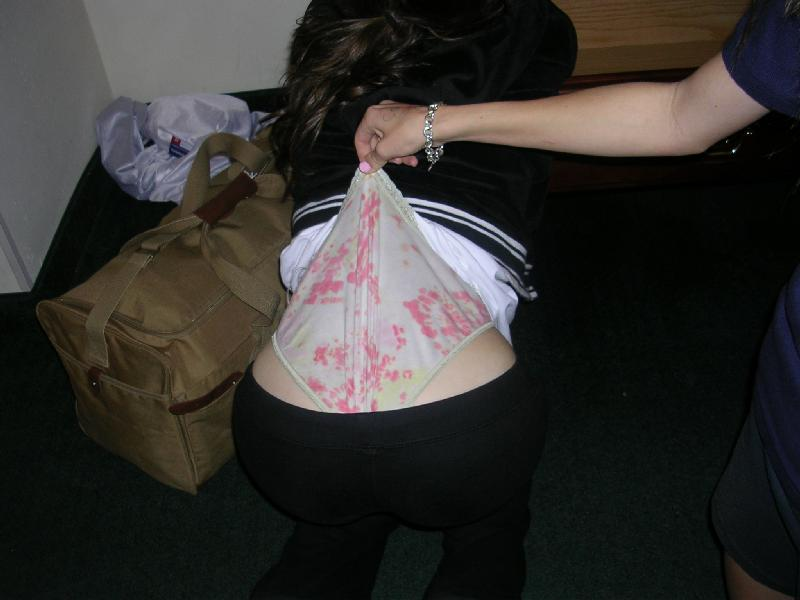
ウェッジーが行われている様子

ウェッジー（英: wedgie）は、パンツが尻の間にはさまって食い込んでいる状態、またはパンツの腰の部分を上に引っ張り上げ、意図的に尻の間に食い込んだ状態にする行為を指す英語の俗語である。後者は他人に対するいたずらとして行われる場合もあり、被害者の背後から接近した仕掛け人が、腰の部分から被害者の服の中へ手を入れ、被害者のパンツを強く上方に引き上げる、といった手順で行われる。この行為はアメリカの青少年層では一般的に知られており、単なるいたずら目的のほか、いじめ（しごき）の手段として行われている。

## 名称
英語のwedge（ウェッジ）は「楔」を意味する語であり、この語、あるいは類似の語形が楔形の形状を持つ事物の呼称として用いられる事例は過去にも見られる。たとえば1930年代に開発された、踵の部分が楔形になっている（ウェッジヒール）ことを特徴とする靴はwedgies（ウェッジーズ）と呼ばれる。また尾羽が楔型になっていることを特徴とするオナガイヌワシ(Wedge-tailed Eagle)は、オーストラリアではwedgieと呼ばれ、1941年には用例が見られる。
wedgie（ウェッジー）の語形が他人のパンツを食い込ませるいたずらと関連付けて用いられるようになった時期は不明であるが、1980年代には既に用例が存在するほか、この時期に制作された映画でも取り上げられている。また1980年代中盤にラトガース大学で学生の生活を調査したマイケル・モファットの記録によれば、この大学の学生寮には他の学生のパンツを引っ張ることを目的に、徒党を組んで寮内を徘徊する一団がおり、wedgie patrol（ウェッジー・パトロール）と呼ばれていたという。2005年にはWebster's New World College Dictionaryの"wedgie"の項にいたずらとしての語義解説が付け加えられた。
このいたずらは地域によっては別の呼称で呼ばれることもあり、アメリカでも一部の地域ではsnuggieと呼ばれる。またカナダではgotchieと呼ばれる。

## 変種
ウェッジーは背後から被害者に忍び寄って行われるのが通常であるが、これを前から接近して行う場合もあり、melvinと呼ばれる。また被害者の頭や肩に届く程度にまでパンツを強く引き上げる行為をatomic wedgieという。こうした乱暴なウェッジーを行った場合、パンツが裂けて着用不能になることがあるほか、特に男性の場合は被害者が性器に損傷を負うこともある。2005年にはシカゴで2人の少年が12歳の少年にウェッジーを行って被害者が負傷、加害者が軽暴行で逮捕された。